# 데몰리셔
데몰리셔(Demolishor)는 트랜스포머의 등장인물이다.